# جوئل درومل
جوئل درومل (انگلیسی: Joël Drommel؛ زادهٔ ۱۶ نوامبر ۱۹۹۶) بازیکن فوتبال اهل هلند است که برای تیم فوتبال پی اس وی آیندهوون بازی می‌کند.
از باشگاه‌هایی که در آن بازی کرده‌است می‌توان به باشگاه فوتبال توئنته اشاره کرد.
وی همچنین در تیم‌های ملی فوتبال زیر ۱۹ سال هلند، زیر ۱۹ سال هلند، و زیر ۲۱ سال هلند بازی کرده‌است.